# Vladimir Iljič Belozerov
Svatý Vladimir Iljič Belozerov (1869 – září 1918, Kungur) byl ruský duchovní Ruské pravoslavné církve, jerej a mučedník.

## Život
Studoval na Permském duchovním semináři, který dokončil roku 1889. Po studiu byl rukopoložen na jereje a začal sloužit v chrámu Zjevení Páně ve vesnici Savinskoje Osinského ujezdu a později v chrámu Svaté Trojice vesnice Asov Kungurského ujezdu. Následně se stal knězem v chrámu Nanebevstoupení Páně a katedrálního chrámu Zvěstování přesvaté Bohorodice v Kunguru.
Roku 1912 mu bylo uděleno právo nosit kamilaukion.
V září 1918 byl po krutém mučení zastřelen bolševiky.

## Kanonizace
Dne 20. srpna 2000 ho Ruská pravoslavná církev svatořečila jako mučedníka a byl zařazen mezi Sbor všech novomučedníků a vyznavačů ruských.
Jeho svátek je připomínán 20. června (7. června – juliánský kalendář).